# Susan Andrews
Susan Andrews é uma psicóloga e antropóloga formada pela Universidade de Harvard (EUA) e doutora em Psicologia Transpessoal pela Universidade de Greenwich (EUA). É autora de mais de 12 livros (os quais foram traduzidos para 10 idiomas), entre os quais se destaca O stress a Seu Favor. Seus livros abrangem temas como Educação, Psicologia, Saúde, Yoga, Nutrição e Ecologia. Ministrou palestras e seminários sobre estes temas em 42 países. Estudou 11 idiomas incluindo o Bengali, Chinês e Sânscrito. Susan busca conscientizar as pessoas que a solução de grande parte de seus problemas está em suas próprias mãos. Susan mudou-se para o Brasil em 1992 e coordena o Parque Ecológico Visão Futuro em Porangaba, interior de São Paulo. Trata-se de uma ecovila ou comunidade auto-sustentável.